# Скудра (сатрапія)

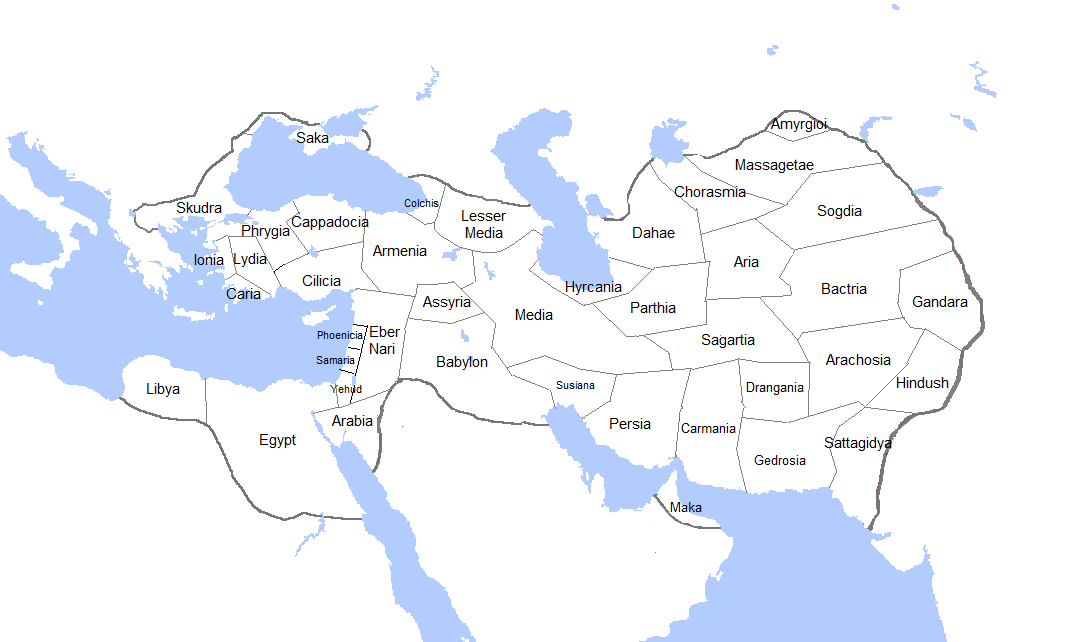
Сатрапії Скудра і Сака на мапі Персії

Скудра (давньоперс. 𐎿𐎤𐎢𐎭𐎼) — провінція (сатрапія) Перської імперії Ахеменідів в Причорномор'ї та на Балканах між 510-ми роками до н. е. і 479 р. до н. е. Назва засвідчена в перських і єгипетських написах. Вважається, що сатрапія охоплювала землі Тракії, Македонії, Придунав'я та Понту.

## Історія
Давньоперська назва провінції Скудра походить від скіфського ендоніма *Skuδa, від якого також походять аккадська та грецька назви скитів (скіфів), відповідно Ішкузай (𒅖𒆪𒍝𒀀𒀀) та Аскузай (𒊍𒆪𒍝𒀀𒀀) і Скитай (Σκυθαι).
Однак у скитській мові відбулася звукова зміна, через яку до часу перської навали звук /δ/ перетворився на /l/, через що скитський ендонім у скитській мові на той час вимовлявся як Скула — сколоти. Натомість давньоперська Skudra походила опосередковано через мідійську мову, яка зберегла давнішу форму Skuδa через ранні контакти між мідійцями та скитами протягом 7 століття до нашої ери.
Перше військове вторгнення Ахеменідів у південно-східну Європу почалося в 513 р. до н. е., коли імператор Дарій I зібрав армію та вирушив з Анатолії, яка була під владою Ахеменідів, до Тракії, а звідти він перетнув річку Артескос, а потім пройшов долиною по долині річки Геброс. Це був акт завоювання Дарія I, який під час свого походу надіслав емісарів до представників різних племен, які зустрілися на шляху його армії, а також до багатьох інших племен Тракії на великій території. Усі ці народи, в тому числі одриси, підкорялися армії Ахеменідів, поки його військо не досягло території племені ґетів, яке жило на південь від Дунаю і намагалося протистояти завоюванню Ахеменідів. Після того, як ґетів розгромили, і вони були змушені забезпечити армію Ахеменідів солдатами, усі племена між Егейським морем і річкою Дунай були підкорені імперії Ахеменідів. Як тільки Дарій досяг Дунаю, він перетнув річку і виступив проти скитів (але невдало), після чого повернувся назад до Анатолії через Тракію та залишив у Європі велику армію під командуванням свого полководця Мегабаза.
Дотримуючись наказу Дарія I створити нову сатрапію для імперії Ахеменідів на цих теренах, Мегабаз підкорив грецькі міста, які раніше відмовлялися визнати владу імперії Ахеменідів, починаючи з Перінфа, після чого очолив військові кампанії по всій Тракії, щоб запровадити владу Ахеменідів над кожним містом і плем'ям в цьому районі. За допомогою тракійських провідників Мегабаз зміг завоювати Пейонію до озера Прасіас, але не включаючи його, і віддав землі пейонійців, що населяли ці регіони до озера Прасіас, тракійцям, вірним імперії Ахеменідів. Завдяки зусиллям Мегабаза завоювання території між річками Струма і Вардар, правитель Македонії Амінт I погодився стати васалом персів. У межах самої сатрапії імператор Дарій надав тирану Гістіею з Мілета район Міркін на східному боці Струма, доки Мегабаз не відкликав Гістіея до Малої Азії, після чого плем'я едонів знову взяло під свій контроль район Міркіна.
Коли Мегабаз повернувся до Малої Азії, його наступником у Скудрі став намісник, ім'я якого невідоме, і Дарій призначив полководця Отана наглядати за адміністративним районом Геллеспонту, який простягався по обидва боки моря і включав Босфор, Пропонтиду, власне Геллеспонт. Потім Отан продовжив захоплення Халкедону, Антандри, Лемпонеї, Імбросу та Лемносу для імперії Ахеменідів.
Територія, що входила до сатрапії Скудра, включала як егейське узбережжя Тракії, так і її Чорноморське узбережжя до Дунаю. У внутрішній частині західний кордон сатрапії складався з річки Аксій і гірських хребтів Біласиця — Пірін — Ріла до місця сучасного Костенець. Важливість цієї сатрапії полягала в тому, що вона містила річку Геброс, де шлях у долині річки з'єднував постійне перське поселення Доріск з узбережжям Егейського моря, а також з портовими містами Аполлонією, Месембрією та Одесосом на Чорному морі та з центральною Тракійською рівниною, що надавало цьому регіону важливе стратегічне значення.
Перські джерела описують провінцію як населену трьома групами: Saka Paradraya («саки за морем», перський термін для скитських народів на північ від Чорного моря — Кімерійський Боспор); Skudra (сколоти та різні тракійські племена) і Yauna Takabara (іонійці з щитоподібними капелюхами, македонці). Відомо що три етноси (саки, скити-сколоти, іонійці) записалися до армії Ахеменідів, як показано на рельєфах імператорської гробниці Накш-і-Рустам, і брали участь у Другому перському вторгненні до Греції на боці Ахеменідів.
З розширенням меж імперії на Північне Причорномор'я була утворена нова сатрапія Сака, до якої увійшли землі Таврії, Керченської протоки та узбережжя Азовського моря.
Коли контроль Ахеменідів над його європейськими володіннями впав і почалося Іонійське повстання, тракійці та інші племена не допомагали грецьким повстанцям, бо натомість вони вважали правління Ахеменідів більш сприятливим, оскільки перси ставилися до тракійців і скитів прихильно і навіть дали їм більше землі, а також вони усвідомлювали, що правління Ахеменідів було запорукою проти грецької експансії. Під час повстання Арістагор Мілетський захопив Міркін у едонів, але загинув, намагаючись завоювати інше тракійське місто.
Коли Іонійське повстання було повністю придушено, генерал Мардоній перетнув Геллеспонт з великим флотом і армією, знову підкорив Тракію без жодних зусиль і зробив Македонію частиною сатрапії Скудра. Проте вночі на Мардонія напали бриги в районі озера Дойран, але він зміг перемогти і підкорити їх. Список племен Геродота, які постачали у армію Ахеменідів солдатами, включав племена як з узбережжя, так і з центральної Тракійської рівнини, підтверджуючи, що кампанія Мардонія знову завоювала всі тракійські області, які були під владою Ахеменідів до Іонійського повстання.
Коли греки відбили другу спробу вторгнення Перської імперії в 479 році до н. е., вони почали атаку на сатрапію Скудра, якій протистояли як місцеві племена, так і перські війська. Тракійці продовжували надсилати припаси губернатору Ейона, коли греки взяли його в облогу. Коли місто взяли греки у 475 р. до н. е., Кімон передав ці землі Афінам для колонізації. Хоча після поразки перського вторгнення Афіни контролювали Егейське море та Геллеспонт, перси все ще могли контролювати південне узбережжя Тракії, а племена центральної Тракії також підтримували персів. Завдяки співпраці місцевих племен з персами, влада Ахеменідів вздовж річки Гебрус та у центральній Тракії проіснувала приблизно до 465 р. до н. е. Приблизно в цей час король Одрисів Терес I, на території якого протікав Гебрус, починав організовувати піднесення свого королівства до могутньої держави.
З припиненням влади Ахеменідів у Південно-Східній Європі повстали Тракійське, Одриське королівство, Македонська держава та Боспорська держава під владою Археанактидів. 

У той самий час Афінська таласократія поступово почала захоплювати сусідні території та формувати власні сфери впливу на Балканах та в Чорноморському регіоні.